# Pathé

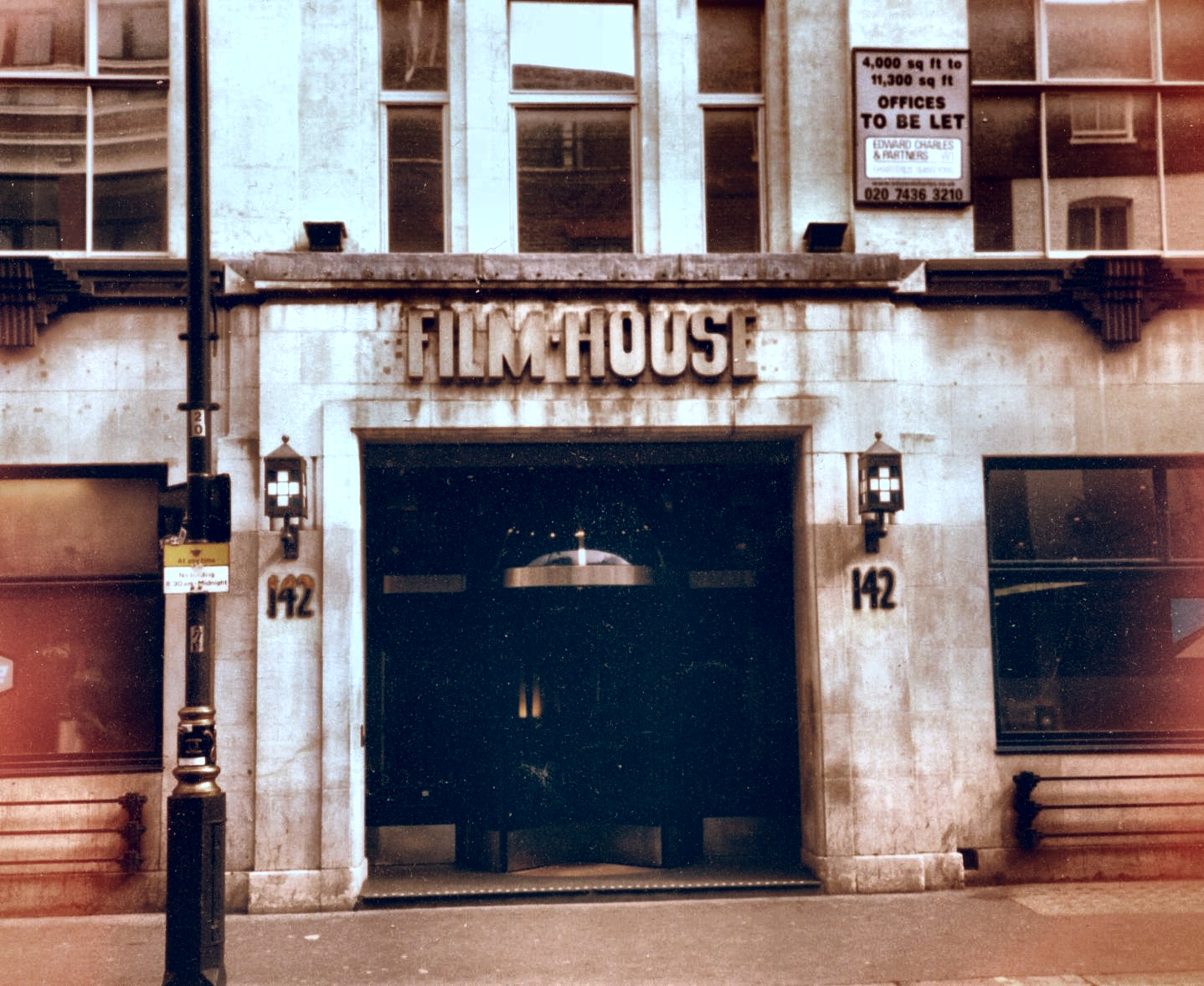
Hauptsitz von Pathé in Großbritannien in der Wardour Street in London

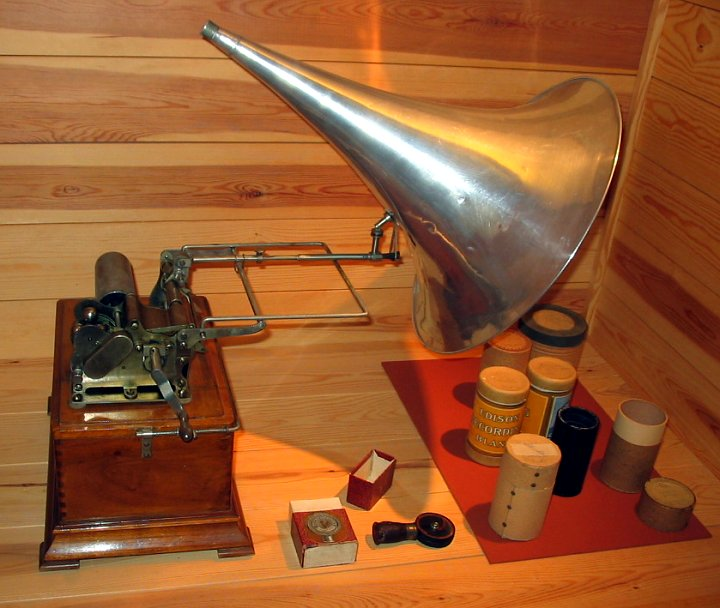
Pathé-Phonograph mit abgenommener Wiedergabeschalldose, ca. 1902–1906

Annonce für Pathé-Produkte, Vossische Zeitung Nr. 558, 28. November 1909

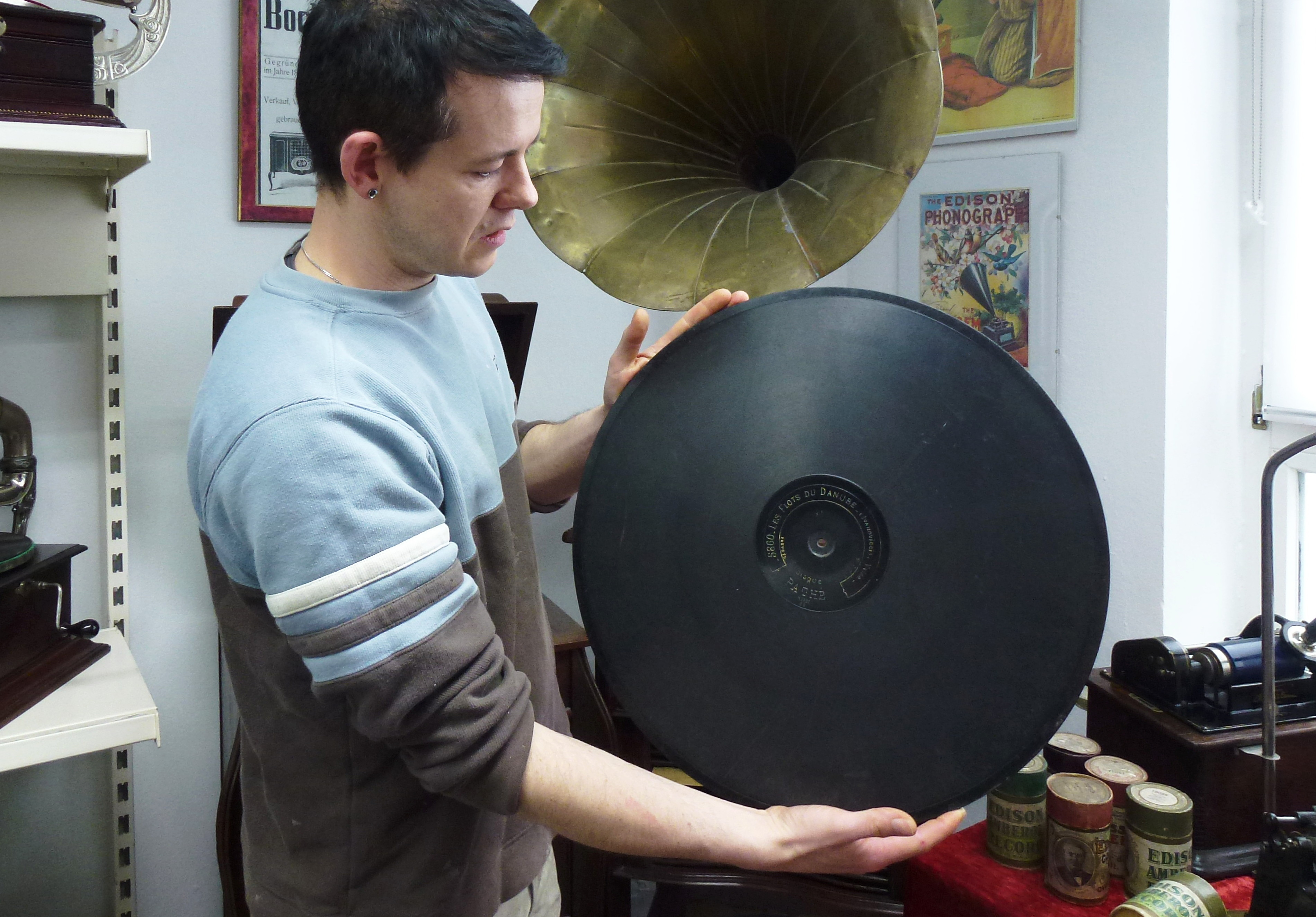
Pathé Schellackplatte im Phonomuseum „Alte Schule“ (50 cm Durchmesser, Pathé Concert Record (1909) nr 5860, wird von innen nach außen abgespielt)

Pathé oder Pathé Frères ist der Name verschiedener Unternehmen der Musik- und Filmindustrie. Zu Pathé gehört auch eine Plattenfirma, siehe Pathé Records.
Gegründet wurde das Unternehmen am 28. September 1896 in Paris als Société Pathé Frères von Charles, Émile, Théophile und Jacques Pathé. Die vier Brüder legten je 8000 Francs aus ihren Ersparnissen zusammen, um mit der Firma phonographische Geräte zu verkaufen. Bereits ab 1896 wurde mit der Herstellung eigener Walzen begonnen, die Produktion jedoch schon 1906 zugunsten der Schallplatte wieder eingestellt, wobei auch eigene Spezialformate entwickelt wurden. Während der ersten Hälfte des 20. Jahrhunderts wurde Pathé zur größten Filmausstattungs- und -produktionsfirma der Welt und zu einer der führenden Plattenfirmen.
Die treibende Kraft hinter der Firma von den Anfängen bis 1929 war Charles Pathé, der 1894 an der Eröffnung eines Ladens für Walzen beteiligt gewesen war und später im Pariser Vorort Chatou eine Schallplattenfabrik eröffnete. Schon früh erkannte er das Potential des neuen Zweigs der Unterhaltungsbranche: den Film.

## Von den Anfängen bis 1929
Nachdem Pathé 1902 die Rechte auf Patente der Brüder Lumière erhalten hatten, machten sie sich daran, eine Studiokamera zu entwickeln und sich ein Inventar an Filmausrüstungen zusammenzustellen. Ihr technisch hochentwickeltes Equipment, ihr aggressives Merchandising und ein effizientes Absatzsystem führten dazu, dass sie einen hohen Marktanteil auf dem Weltmarkt bekamen. 1902 expandierte die Firma nach Großbritannien. In London gründeten sie eine Produktionsfirma und eine Kinokette. 1904 erfolgte die Gründung einer Tochtergesellschaft in Wien. Diese hatte lange Zeit, bis zur Gründung der ersten österreichischen Filmgesellschaften, das alleinige Recht, den Kaiser zu filmen. 1909 hatte Pathé in Frankreich und Belgien über 200 Kinos errichtet. Im Jahr darauf hatten sie Firmenableger in Madrid, Moskau, Rom, New York, Australien und Japan.

## Pathé-Natan (1929–1939)
Im Februar 1929 schätzte Bernard Natan die zukünftigen Erfolge des Tonfilms optimistischer ein als die anderen großen Filmstudios und Produzenten in Frankreich. Unter dem Namen Pathé-Natan übernahm er das Pathé-Studio.
Von 1929 bis 1935 produzierte das neue Studio 70 Spielfilme. Zu den Regisseuren, die für Pathé-Natan arbeiteten, zählten u. a. Marcel L’Herbier, Jacques de Baroncelli, René Clair, Jean Grémillon, Jacques Prévert sowie Maurice und Jacques Tourneur. Bei den Schauspielern sind vor allem Jean Gabin und Renée Saint-Cyr hervorzuheben. Daneben wurde der Vertrieb der französischsprachigen Versionen zahlreicher ausländischer Produktionen – wie z. B. Mickey Mouse – sichergestellt. Zudem erwarb das Unternehmen Anteile an einer Rundfunkstation und einige frühe Patente in der Cinemascope- und in der Fernsehtechnik.
Als Spätfolge der komplizierten Pathé-Übernahme, vor allem aber als Opfer einer xenophoben und antisemitischen Kampagne geriet Natan in finanzielle Schwierigkeiten und musste 1936 ihre Zahlungsunfähigkeit erklären. Dabei muss zwischen den Kinobetrieben und der Filmproduktion unterschieden werden, welche bis zuletzt profitabel betrieben worden waren (auch die Kinosparte sollte später ihre Verbindlichkeiten einschließlich der Verzugszinsen begleichen können). Bernard Natan  arbeitete dann in den Studios von Paramount in Saint-Maurice.
Im Dezember 1938 wurde Natan verhaftet. In den Jahren 1939 und nochmals 1941 wurde er wegen Betrugs verurteilt und musste eine Haftstrafe antreten. Dort befand er sich noch, als die Deutschen 1940 Paris einnahmen. Nach seiner Freilassung 1942 wurde er nach Aberkennung der französischen Staatsbürgerschaft an die deutschen Besatzer übergeben und am 25. September 1942 ins KZ Auschwitz deportiert, wo er wenige Wochen später umgekommen sein soll.
Natan hatte – anders als sein Geschäftspartner und späterer Widersacher Charles Pathé – keine Möglichkeit, rückblickend seine Sicht der Dinge darzustellen.

## Société nouvelle (1940–1990)
Nachdem festgestellt worden war, dass das Unternehmen Pathé-Natan keine Passiva aufwies, wurde auf Basis des Restvermögens die Société nouvelle Pathé Cinéma gegründet.

## Pathé seit 1990

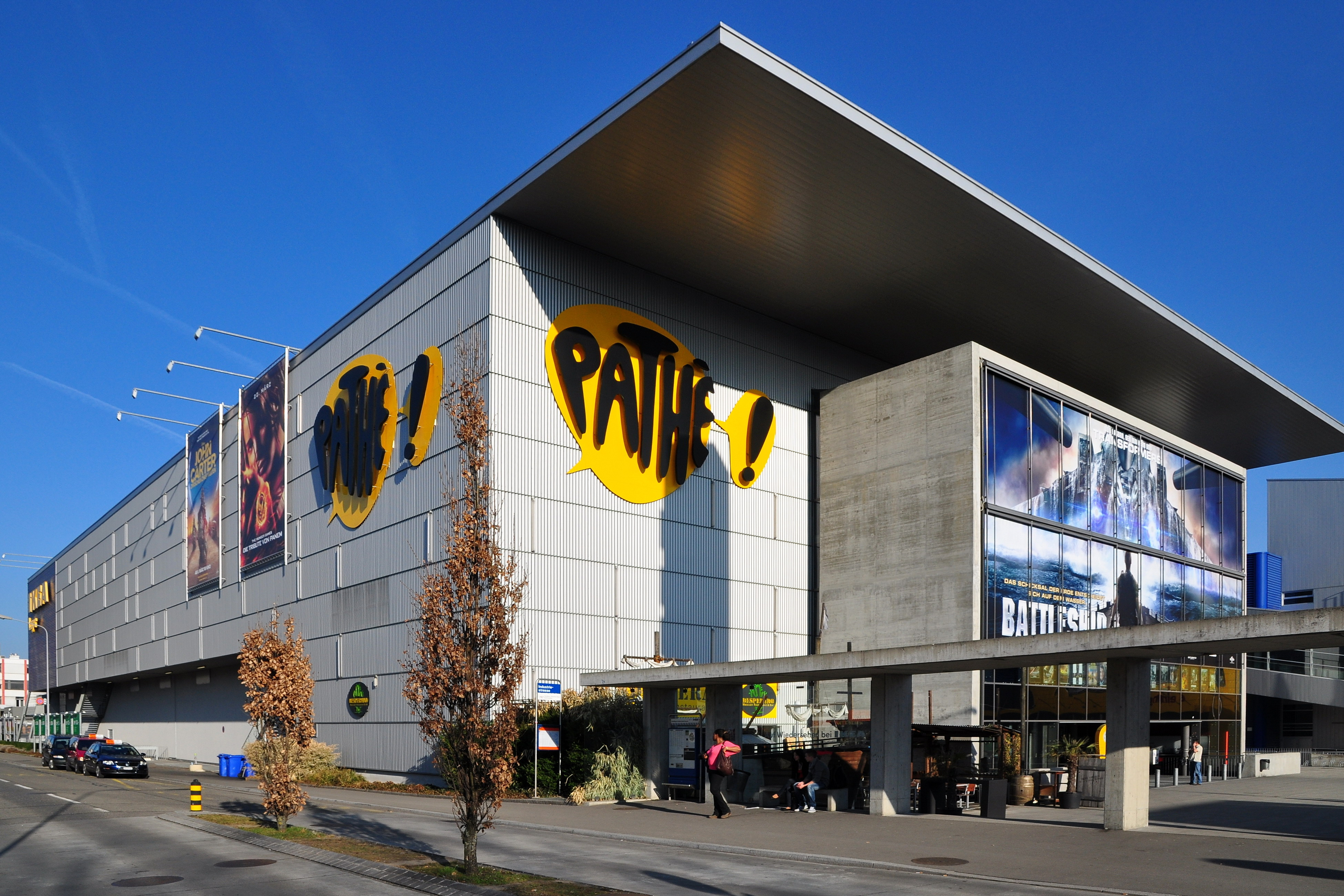
Pathé-Multiplex-Kino in Dietlikon, Schweiz

1990 erwarb die französische Gruppe Chargeurs, die Jérôme Seydoux gehört, Pathé. Aufgrund der 1990 erfolgten Deregulierung des französischen Telekommunikations-, Unterhaltungs- und Medienmarktes konnte sich die Firma im Juni desselben Jahres mit Vivendi zusammenschließen. Vivendi behielt nach dem Zusammenschluss einige der Pathé-Beteiligungen in Großbritannien. Sämtliche anderen Rechte gingen an die im Besitz der Familie Seydoux befindliche Fournier S.A., die anschließend in Pathé umfirmierte.  
2011 hatte Pathé folgende Geschäftsfelder: 
- Kino: Produktion, Distribution an Kinos und für den Hausgebrauch, eigene Kinotheater und die Verwertung der Nutzungsrechte an mehr als 500 Filmen
- Kabel- und Satelliten-Fernsehsender, darunter Télé Monte Carlo, Comédie!, cuisine.tv, Voyage

Außerhalb Frankreichs bringt Pathé seine Filme als VHS oder DVD heraus. Zum 20. Jubiläum der Neuausrichtung der Firma wurde eine 21 DVD umfassende Publikation mit 20 Filmen aus der Zeit 1990–2010 mit einem 500 Seiten umfassenden Booklet veröffentlicht.